# Natuurkunst Drenthe
Natuurkunst Drenthe is het initiatief van een stichting die in 2005 is opgericht met als doel om in de Nederlandse provincie Drenthe permanente plekken te realiseren met kunstuitingen in de natuur. Dat wil zeggen dat kunstenaars ter plekke kunstwerken maken in relatie tot de omringende natuur. De locatie ligt in de Staatsbossen bij het dorpje Schoonoord. Voorzitter van de stichting tussen 2005 en 2010 was kunstenaar Adri de Fluiter.

## Realisatie
Jaarlijks wordt een internationaal natuurkunst-symposium georganiseerd waar steeds een thema uit de cultuurgeschiedenis van de regio aan de orde komt waarbij het samenspel tussen beeldende kunst en natuur gestalte kan krijgen.
De titel van deze jaarlijkse activiteit begint dan ook steeds met Kunst- en natuurwandeling....
- De Legende; de legende van Ellert en Brammert, 2005
- Verstild Water; de turbulente geschiedenis van het Oranjekanaal, 2006
- Groene Revolutie; de razendsnelle bebossing sinds ca 1930, 2007
- Kunstige Archeologie; de archeologische geschiedenis, 2008
- OverLeven; de overlevingskunst van mensen in deze omgeving, 2009
- Opnieuw Bezocht beelden in installatie vanaf 2005, herbezocht 2010

Ieder jaar direct na de Pinksteren arriveren kunstenaars in Schoonoord om veertien dagen te werken op locatie. Dit in nauwe samenwerking met Staatsbosbeheer. De kunstwandelroute is vrij toegankelijk van zonsopgang tot zonsondergang tot 1 januari van het volgende jaar. Deelnemende kunstenaars kwamen onder andere uit Nederland, Noorwegen, Polen, Zuid-Korea, Frankrijk, Wales, China, Duitsland, Japan, de Verenigde Staten en Argentinië.

## Uitbreiding
Een uitbreiding van het werk van de Stichting Natuurkunst Drenthe is gevonden in het project 'Dorpsgezichten'. Beelden die in het bos in Schoonoord zijn ontstaan en geschikt zijn voor herplaatsing worden in de loop der tijd verplaatst naar een locatie in een van de kleine kernen van de gemeente Coevorden. Dit zijn: Schoonoord, Wezuperbrug, Wezup, Zweeloo, Aalden, Meppen, Gees en Oosterhesselen. In 2009 werden zo zeven beelden herplaats en was koningin Beatrix te gast om deze eerste fase te bekijken. In 2010 werden nogmaals een drietal beelden geplaatst. Het programma, waarvoor Europese subsidie ter beschikking is gesteld loopt tot 2012. De bedoeling is dat er dan achttien beelden zijn geplaatst. Hierdoor ontstaat een interessante beeldenroute van ca 55 kilometer die de bezoeker kennis laat maken met hedendaagse beeldhouwkunst en met de schilderachtige dorpjes. Het gaat daarbij om dorpjes die allen iets vertellen over de historie van Drenthe. Van brinkdorp op het zand tot lintbebouwing in het veengebied.

## Toekomst
Natuurkunst Drenthe streeft er naar het initiatief een blijvend karakter te geven.
Het zou daarmee de eerste permanente locatie voor natuurkunst in Nederland zijn. Hiervoor is structurele ondersteuning van de betrokken gemeentes en de provincie noodzakelijk. Natuurkunst past bij het imago van de provincie Drenthe, die zich profileert als een gebied met rust, ruimte en natuur.